# Cordyceps tuberculata
Cordyceps tuberculata est un champignon ascomycète de la famille des cordycipitacées. Il est aussi appelé Cordyceps tuberculé ou encore Cordyceps du Sphinx brun caramel.
Espèce

## Description
Le carpophore est recouvert d'un voile mycélien blanchâtre d'aspect laineux débordant, lequel fixe le cadavre au substrat. La partie fertile est quant à elle jaunâtre et s'étend jusqu'aux rayons des stromas grégaires.
C'est un parasite de larves ou adultes de lépidoptères de la famille des Sphingidae (papillons de nuit).